# Daniel Slotnick
Daniel Leonid Slotnick (* 12. November 1931 in New York City; † 1985) war ein US-amerikanischer Mathematiker, Computeringenieur und Pionier für Parallelrechner.
Slotnick studierte Mathematik an der Columbia University, an der er 1951 seinen Bachelor-Abschluss und 1952 seinen Master-Abschluss machte. Danach war er am Projekt des IAS Computers von John von Neumann am Institute for Advanced Study beteiligt. 1954 begann er sein Promotionsstudium in New York und wurde 1956 bei Jürgen Moser und Kurt Friedrichs am Courant Institute of Mathematical Sciences of New York University promoviert (Asymptotic Behavior of Solutions of Canonical Systems Near a Closed Unstable Orbit). Danach forschte er ein Jahr an der Princeton University und ging dann an das Entwicklungslabor von IBM in Poughkeepsie. Dort arbeitete er unter Rex Rice an Minicomputern und veröffentlichte 1958 mit John Cocke eine der ersten Arbeiten über paralleles numerisches Rechnen. Später entwickelte er Datenkommunikations- und Datenverarbeitungssysteme für Aktienhändler.
1960 ging er zur Westinghouse Electric Corporation um seine Ideen zu Parallelrechnern, die er schon in seiner Zeit bei von Neumann in Princeton hatte, im Projekt Solomon zu verwirklichen, ein SIMD-Parallelrechner mit 1024 1-Bit-Prozessor-Elementen (jedes mit Speicher für 128 32-Bit Wörter). 1962 reichte er ein Patent für Parallelrechner mit zentraler Kontrolleinheit ein, das ihm 1966 erteilt wurde. Ab 1965 war er Professor für Informatik (Computer Science) an der University of Illinois at Urbana-Champaign (UIUC), wo er das ILLIAC IV Projekt eines Parallelrechners startete (unterstützt von Ivan Sutherland, Lawrence G. Roberts). Es wurde in Kooperation mit der Burroughs Corporation für die NASA gebaut, war aber aufgrund verschiedener Probleme erst ab 1972 in Betrieb und ab 1976 voll funktionstüchtig. Er wurde schon 1981 außer Betrieb gestellt. Die ILLIAC IV war seinerzeit für die speziellen, gut parallelisierbaren Probleme, für die sie vor allem eingesetzt wurde (numerische Hydrodynamik), der schnellste Rechner der Welt (mit bis 300 MIPS), in der Entwicklung aber durch Superrechner wie die Cray 1 Ende der 1970er Jahre schon überholt. Der ILLIAC IV war aber von großer Bedeutung für die Entwicklung von Parallelrechnern in den USA.
Da er auch an kommunaler Entwicklungsplanung interessiert wurde, wurde er 1975 an der UIUC auch Professor in der Fakultät für Landschaftsplanung (Landscape Architecture).
1976 wurde er IEEE Fellow und 1962 erhielt er den AFIPS Preis. 1965 war er Mellon Lecturer an der Carnegie Mellon University. 1983 erhielt er den W. Wallace McDowell Award.